# Altrichthys
Altrichthys – rodzaj małych, morskich ryb okoniokształtnych z rodziny garbikowatych.
Występowanie: rafy koralowe Oceanu Spokojnego u wybrzeży Filipin.

## Klasyfikacja
Gatunki zaliczane do tego rodzaju:
- Altrichthys azurelineatus
- Altrichthys curatus